# Cytochrom P450 3A4
Cytochrom P450 3A4 (abgekürzt: CYP 3A4) ist ein Isoenzym der Cytochrom P450-Superfamilie. Es ist im menschlichen Körper einer der zentralen Bestandteile der Verstoffwechselung (Biotransformation) insbesondere körperfremder Stoffe (Xenobiotika). Cytochrom P450 3A4 kommt mengenmäßig am meisten in der Leber vor. Es hat die meisten Substrate aller Cytochrome. Da auch viele Arzneistoffe über Cytochrom P450 3A4 abgebaut werden, ist es das Zentrum vieler Arzneimittelinteraktionen. Es ist das am meisten gebildete Cytochrom P450 und verstoffwechselt etwa die Hälfte aller Arzneistoffe.

## Genetik
Bei Menschen ist Cytochrom P450 3A4 auf dem CYP3A4-Gen codiert. Dieses Gen liegt neben vielen anderen Cytochromgenen auf Chromosom 7q21.1.

## Funktion
Cytochrom P450-Enzyme sind fast ausschließlich Monooxygenasen, die eine Hydroxylierung katalysieren. Neben der Synthese von Steroiden und Steroidhormonen ist diese Reaktion in der Biotransformation wichtig, um hydrophobe Stoffe wasserlöslich und damit ausscheidbar zu machen. Zusätzlich spielt es eine große Rolle bei Medikamenten, die als Prodrug verabreicht werden. Hierbei wird durch die Enzymkatalyse die aktive Form gebildet. Bei einer Inhibition von CYP3A4 wird demnach das aktive Medikament nicht oder nur vermindert gebildet.
Dadurch, dass viele Medikamente über dasselbe Isoenzym abgebaut werden, treten dort besonders viele Arzneimittelinteraktionen auf. Einige Stoffe induzieren das Enzym, andere hemmen es. Durch eine Enzymhemmung können die von ihm abgebauten Stoffe kumulieren, das kann so weit gehen, dass dadurch die toxische Schwelle überschritten wird. Bei einer Enzyminduktion kann ein Substrat soweit abgebaut werden, dass der Blutplasma-Wirkspiegel nicht mehr erreicht wird.

## Substrate
- Immunsuppressiva: Tacrolimus, Ciclosporin, Sirolimus
- Chemotherapeutika: Cyclophosphamid, Erlotinib, Gefitinib, Doxorubicin, Etoposid, Vindesin, Vinblastin, Tamoxifen
- Antimykotika: Clotrimazol, Ketoconazol, Itraconazol
- Antibiotika: Metronidazol
- Makrolide: Clarithromycin, Erythromycin
- Antiarrhythmika:[4] Chinidin, Disopyramid, Dronedaron, Amiodaron (auch CYP2C8-Substrat)
- trizyklische Antidepressiva: Amitriptylin, Clomipramin, Imipramin
- SSRIs: Citalopram, Escitalopram, Fluoxetin und Norfluoxetin, Sertralin
- Buspiron (Anxiolytikum)
- Antiemetika: Aprepitant, Granisetron[5]
- Bisoprolol (Betablocker)[4]
- Venlafaxin (SNRI)
- Antipsychotika: Aripiprazol, Haloperidol, Pimozid, Risperidon, Ziprasidon
- Opioide: Alfentanil, Codein, Fentanyl, Methadon
- Benzodiazepine: Alprazolam, Clonazepam, Diazepam, Flunitrazepam, Midazolam, Triazolam
- Statine: Atorvastatin, Lovastatin, Simvastatin
- Kalziumkanalblocker: Amlodipin, Diltiazem (auch Substrat von CYP2C8, CYP2C9, CYP2C19),[4] Felodipin, Nifedipin, Verapamil (auch Substrat von CYP3A5, CYP2C8)[4]
- PDE-5-Hemmer: Sildenafil, Tadalafil[6]

## Induktoren
- Hyperforin im Johanniskraut[7]
- Ingwer
- Knoblauch
- Lakritze
- Rifampicin (Antibiotikum)
- Antikonvulsiva: Phenytoin, Carbamazepin, Oxcarbazepin
- Phenobarbital
- Modafinil

## Hemmer
- 6',7'-Dihydroxybergamottin, Bergamottin und Naringin in Grapefruitsaft[8]
- Gelbwurzel
- Ginseng
- viele Antibiotika: Makrolide (Erythromycin,[9] Clarithromycin,[9] Telithromycin), Metronidazol, Chloramphenicol,[10] Fluorchinolone
- Antimykotika (Fluconazol,[9] Ketoconazol,[9] Itraconazol)
- Proteasehemmer aus der HIV-Therapie (Ritonavir, Indinavir, Nelfinavir)
- Aprepitant (Antiemetikum)
- Verapamil[7] (Calciumkanal-Blocker)
- Nefazodon[9] (Antidepressivum)
- Cannabinoide[11]

## Beispiele für Interaktionen
Eine Organtransplantation verlangt nach Immunsuppression um eine Transplantatabstoßung zu verhindern. Die meisten Immunsuppressiva werden durch CYP3A4 verstoffwechselt, was dazu führt, dass die gleichzeitige Einnahme von Johanniskraut, z. B. im Rahmen einer leichten depressiven Episode, zu einer Plasmaspiegelabnahme des Immunsuppressivums führt und ggf. bis zu einer Abstoßungsreaktion mit Organversagen führen kann.
Besonders gefährlich ist der Verzehr von Grapefruits und Bergamotten bei Einnahme von Medikamenten, die über CYP3A4 verstoffwechselt werden, da die darin enthaltenen Inhaltsstoffe Naringin, 6',7′-Dihydroxybergamottin und Bergamottin das CYP3A4 hemmen und somit zu einer höheren Wirkstoffbelastung und zu einer Überdosierung führen können.